# Schloss Walkersdorf
Das Schloss Walkersdorf ist ein Schloss in der Gemeinde Grafenegg im Bezirk Krems-Land in Niederösterreich.

## Geschichte
Das Göttweiger Urbar nennt 1302/22 „Tiemo de Walkersdorf“ und „dominus Ulricus de Radeprunn de Walkersdorf“. Das Schloss hatte häufig wechselnde Eigentümer, unter anderem das Stift Melk und die Grafen Breuner und Stubenberg.

## Beschreibung
Walkersdorf liegt in der Niederung des Kamps, knapp 1 km nordwestlich von Etsdorf am Kamp. Der heutige, einen Ehrenhof bildende, dreiflügelige, zweigeschoßige Bau stammt aus dem Ende des 18. Jahrhunderts. Die zur Siedlung gewandte Hauptfront zeigt klassizistische Bauelemente, die den sonst sehr nüchternen, modern umgeformten Bau akzentuieren. Er beherbergt heute Wohnungen, ein Weingut und ein Heurigenlokal.